# Beta Ethniki 2002-2003
La Beta Ethniki 2002-2003 è la 44ª edizione del campionato greco di calcio di secondo livello.

## Squadre partecipanti
| Squadra            | Città      |
| ------------------ | ---------- |
| Apollōn Kalamarias | Kalamaria  |
| Apollōn Smyrnīs    | Atene      |
| Athīnaïkos         | Vironos    |
| Atromītos          | Peristeri  |
| Chalkidona         | Nikea      |
| Ethnikos Asteras   | Kaisarianī |
| Fostiras           | Tavros     |
| Kalamata           | Calamata   |
| Kassandra          | Kassandra  |
| Kavala             | Kavala     |
| Kerkyra            | Corfù      |
| Olympiakos Volos   | Volos      |
| Panaigialeios      | Egio       |
| Panīleiakos        | Pyrgos     |
| Panserraïkos       | Serres     |
| Patraïkos          | Patrasso   |

## Classifica
|  | Pos. | Squadra            | Pt  | G  | V  | N  | P  | GF | GS | DR  |
|  | ---- | ------------------ | --- | -- | -- | -- | -- | -- | -- | --- |
|  | 1.   | Chalkidona         | 65  | 30 | 20 | 7  | 3  | 61 | 20 | +41 |
|  | 2.   | Panīleiakos        | 60  | 30 | 17 | 7  | 6  | 43 | 25 | +18 |
|  | 3.   | Apollōn Kalamarias | 59  | 30 | 16 | 7  | 7  | 38 | 19 | +19 |
|  | 4.   | Fostiras           | 45  | 30 | 15 | 8  | 7  | 34 | 27 | +7  |
|  | 5.   | Ethnikos Asteras   | 44  | 30 | 12 | 9  | 9  | 36 | 32 | +4  |
|  | 6.   | Kerkyra            | 44  | 30 | 15 | 7  | 8  | 31 | 23 | +8  |
|  | 7.   | Kalamata           | 40  | 30 | 13 | 10 | 7  | 29 | 22 | +7  |
|  | 8.   | Apollōn Smyrnīs    | 39  | 30 | 12 | 7  | 11 | 40 | 43 | -3  |
|  | 9.   | Atromītos          | 37  | 30 | 11 | 8  | 11 | 30 | 33 | -3  |
|  | 10.  | Panserraïkos       | 36  | 30 | 11 | 8  | 11 | 33 | 41 | -8  |
|  | 11.  | Patraïkos          | 36  | 30 | 9  | 13 | 8  | 28 | 32 | -4  |
|  | 12.  | Kassandra          | 33  | 30 | 10 | 10 | 10 | 27 | 36 | -9  |
|  | 13.  | Olympiakos Volos   | 31  | 30 | 10 | 7  | 13 | 25 | 43 | -18 |
|  | 14.  | Kavala             | 16  | 30 | 8  | 7  | 15 | 21 | 58 | -37 |
|  | 15.  | Panaigialeios      | -56 | 30 | 1  | 2  | 27 | 31 | 42 | -11 |
|  | 16.  | Athīnaïkos         | -56 | 30 | 0  | 3  | 27 | 30 | 41 | -11 |

Legenda:

      Ammesse in Alpha Ethniki 2003-2004
 Ammessa ai Play-off
 Ammessa ai Play-out
      Retrocesse in Gamma Ethniki 2003-2004

## Play-off
Play-off tra Ionikos (Alpha Ethniki) e Apollon Kalamaria per la salvezza/retrocessione.
| Volos 1 giugno 2002                                                     | Iōnikos   | 2 – 1     | Apollōn Kalamarias | Stadio Nazionale |
| \| \| \| \| \| Rodriguez 47’ Rodriguez 77’ \| Marcatori \| 76’ Andrè \| |           |           |                    |                  |
|                                                                         |           |           |                    |                  |
| Rodriguez 47’ Rodriguez 77’                                             | Marcatori | 76’ Andrè |                    |                  |

Ionikos si salva e resta in Alpha Ethniki. Apollon Kalamaria resta in Beta Ethniki.

## Play-out
Play-off tra Kavala e Levadiakos (Gamma Ethniki) per la salvezza/retrocessione.
| 8 giugno 2003 | Kavala | 1 – 2 (d.t.s.) | Levadeiakos |  |

Levadiakos viene promosso in Beta Ethniki. Kavala retrocede in Gamma Ethniki.